# Боярская (Верховажский район)
Боярская — деревня в Верховажском районе Вологодской области.
Входит в состав Сибирского сельского поселения, с точки зрения административно-территориального деления — в Сибирский сельсовет.
Расстояние по автодороге до районного центра Верховажья — 50 км, до центра муниципального образования Елисеевской — 1 км. Ближайшие населённые пункты — Гнилужская, Ивановская, Елисеевская.
По переписи 2002 года население — 91 человек (47 мужчин, 44 женщины). Преобладающая национальность — русские (99 %).